# 2014
Cette page concerne l'année 2014 (MMXIV en chiffres romains) du calendrier grégorien.
 (janvier 2025).
2014 est une année commune qui commence un mercredi. C'est la 2014e année de notre ère, la 14e du IIIe millénaire et du XXIe siècle et la 5e de la décennie 2010-2019.

## Autres calendriers
L'année 2014 du calendrier grégorien correspond aux dates suivantes :
- Calendrier berbère : 2963 / 2964
- Calendrier chinois : 4711 / 4712 (le Nouvel An chinois 4712 de l'année du cheval de bois a lieu le 31 janvier 2014[1])
- Calendrier hébraïque : 5774 / 5775 (le 1er tishri 5775 a lieu le 25 septembre 2014[2])
- Calendrier indien : 1935 / 1936 (le 1er chaitra 1936 a lieu le 22 mars 2014[2])
- Calendrier japonais : 26 de l'Ère Heisei (le calendrier japonais utilise les jours grégoriens)
- Calendrier musulman : 1435 / 1436 (le 1er mouharram 1436 a lieu le 25 octobre 2014[2])
- Calendrier persan : 1392 / 1393 (le 1er farvardin 1393 a lieu le 21 mars 2014[2])
- Calendrier républicain : 222 / 223 (le 1er vendémiaire 223 a lieu le 23 septembre 2014[2])
- Jours juliens : 2 456 658,5 à 2 457 023,5[3],[2]

## Climatologie
2014 était l'année la plus chaude jamais enregistrée depuis que les relevés de température standardisés existent (1880). Elle dépasse le record précédent de 2013,. Le record historique de la température de surface des océans (moyennée à l’échelle du globe) a aussi été battu selon l'OMM qui ajoute que cela est d'autant plus exceptionnel que l'effet El Niño attendu (généralement associé à une température planétaire moyenne plus chaude que la moyenne) n'est pas apparu en 2014.
En 2014 a lieu la première disparition d'un glacier à cause du réchauffement climatique, le glacier Okjökull.

## Célébrations
- Année internationale de la solidarité avec le peuple palestinien par l’Assemblée générale des Nations unies[6].
- Année internationale de la cristallographie et Année internationale de l'agriculture familiale par l’Assemblée générale des Nations unies[7].
- Année internationale des petits États insulaires en développement par l’Assemblée générale des Nations unies[8].

## Chronologie mensuelle

### Janvier
- 1er janvier :
  - La Grèce prend la présidence de l'Union Européenne
  - La Russie prend la présidence tournante du G8
  - La Lettonie adopte l'euro à la place du lats et devient le 18e membre de la zone euro
- 5 janvier : élections législatives au Bangladesh
- 14 et 15 janvier : la Constitution égyptienne de 2014 est adoptée par référendum constitutionnel
- 20 janvier : Catherine Samba-Panza est élue présidente de transition de la République centrafricaine, en remplacement de Michel Djotodia
- 26 janvier : l'Assemblée constituante tunisienne adopte la nouvelle Constitution
- 27 janvier : Juan Orlando Hernández entre en fonction comme président du Honduras
- 28 janvier : démission du Premier ministre Mykola Azarov en Ukraine.

### Février
- 2 février :
  - Élection présidentielle (premier tour) et législatives au Costa Rica
  - Élection présidentielle au Salvador (premier tour)
  - Élections législatives en Thaïlande
- 7 au 23 février : XXIIes Jeux olympiques d'hiver à Sotchi en Russie[9].
- 15 février : nouveau gouvernement d'union nationale dirigé par Tammam Salam au Liban
- 18 février : À Kiev, en  Ukraine, des nationalistes ouvrent le feu sur les policiers : dix de ces derniers sont tués[10].
- 20 février :
  - Élection de l'Assemblée constituante libyenne
  - Violents affrontements lors du mouvement contestataire en Ukraine
- 21 février : en Italie, Matteo Renzi (centre gauche) devient, à 39 ans, le plus jeune chef de gouvernement de l'Union européenne
- 22 février : en Ukraine, le Parlement vote la libération de l’opposante Ioulia Tymochenko, la destitution du président et la tenue d’une nouvelle élection présidentielle. L’ex-président Viktor Ianoukovytch quitte Kiev, Oleksandr Tourtchynov assure l’intérim.

### Mars
- Crise de Crimée entre l'Ukraine et la Russie
- 1er mars : le gouvernement Ibrahim Mahlab entre en fonction en Égypte
- 2 mars : 86e cérémonie des Oscars aux États-Unis
- 3 mars au 20 mars : Procès d'Oscar Pistorius en Afrique du sud.
- 7 au 16 mars : Jeux paralympiques d'hiver de 2014 à Sotchi en Russie
- 8 mars : disparition du vol 370 de Malaysia Airlines (227 passagers et 12 membres d'équipage)
- 16 mars : référendum d'autodétermination en Crimée
- 18 mars : le gouvernement russe annonce que la république de Crimée et la ville de Sébastopol, anciennement ukrainiennes, deviennent deux nouveaux sujets fédéraux de la fédération de Russie.
- 27 mars : La résolution A/RES/68/262 de l'Assemblée générale des Nations unies est adoptée.

### Avril
- Début de la guerre du Donbass en Ukraine
- 2 avril : formation du gouvernement Manuel Valls en France
- 5 avril : élection présidentielle en Afghanistan
- 7 avril : début des élections législatives en Inde
- 17 avril : élection présidentielle en Algérie, Abdelaziz Bouteflika est réélu
- 27 avril : canonisation des papes Jean XXIII et Jean-Paul II au Vatican.

### Mai
- 2 mai : incendie de la Maison des syndicats d'Odessa (Ukraine)
- 4 mai : élections générales au Panama, Juan Carlos Varela est élu président
- 6, 8 et 10 mai : concours Eurovision de la Chanson 2014 à Copenhague (Danemark) ; l'Autriche remporte le concours grâce à Conchita Wurst et sa chanson Rise Like a Phoenix.
- 7 mai : élections générales en Afrique du Sud remportées par le Congrès national africain
- 16 mai :
  - Le Bharatiya Janata Party remporte les élections législatives indiennes
  - Début de la guerre civile libyenne
- 22 mai : coup d'État militaire en Thaïlande
- 22 au 25 mai : élections parlementaires dans l'Union européenne
- 25 mai :
  - élections législatives, régionales et européennes en Belgique
  - élection présidentielle en Colombie (premier tour)
  - élection présidentielle en Lituanie, Dalia Grybauskaitė est réélue
  - élection présidentielle en Ukraine, Petro Porochenko est élu
- 26 au 28 mai : élection présidentielle égyptienne.

### Juin
- 2 juin : Le roi Juan Carlos Ier d'Espagne annonce son abdication en faveur de son fils, Felipe ;
- 6 juin : commémorations du 70e anniversaire du débarquement de Normandie en France
- 7 juin : Petro Porochenko devient président d'Ukraine
- 8 juin : Abdel Fattah al-Sissi est investi président de l'Égypte
- 12 juin au 13 juillet : coupe du monde de football au Brésil
- 14 juin : second tour de l'élection présidentielle afghane
- 15 juin : second tour de l'élection présidentielle en Colombie, Juan Manuel Santos est réélu
- 19 juin : Felipe VI d'Espagne devient roi après l'abdication de son père Juan Carlos Ier.

### Juillet
- 1er juillet : Juan Carlos Varela entre en fonction comme président du Panama
- 5 juillet : dans une vidéo enregistrée depuis Mossoul, le chef djihadiste et calife autoproclamé Abou Bakr al-Baghdadi ordonne à tous les musulmans de lui obéir.
- 8 juillet : Israël lance l’opération Bordure protectrice contre la bande de Gaza
- 9 juillet : élection présidentielle en Indonésie remportée par Joko Widodo
- 13 juillet :
  - élections législatives en Slovénie, le Parti de Miro Cerar est en tête
  - finale de la Coupe du monde de football remportée par l'Allemagne face à l'Argentine
- 17 juillet : crash de l'avion MH17 de Malaysia Airlines dans le ciel ukrainien, faisant 298 victimes civiles
- 21 juillet : l'offensive de Donetsk est lancée en Ukraine
- 23 juillet : le vol 222 TransAsia Airways rate son atterrissage et s'écrase sur un village de l'archipel des îles Pescadores à Taïwan
- 24 juillet :
  - Fouad Massoum est élu président de la république d'Irak par le Parlement
  - le vol 5017 Air Algérie s'écrase au Mali.

### Août
- 8 août : début de la guerre contre l'État islamique
- 8 août : l'organisation mondiale de la santé (OMS) décrète la mobilisation mondiale face à l'épidémie de fièvre hémorragique Ebola.
- 9 août : début des émeutes à Ferguson, à la suite de la mort du jeune Michael Brown
- 10 août : élection présidentielle en Turquie, Recep Tayyip Erdoğan est élu au premier tour
- 19 août : le journaliste américain James Foley, enlevé le 22 novembre 2012 au nord-ouest de la Syrie par l'organisation armée djihadiste État islamique, est assassiné par décapitation.
- 26 août : un accord de cessez-le-feu permanent entre en vigueur dans la guerre de Gaza.

### Septembre
- 5 septembre : un cessez-le-feu dans l'Est de l'Ukraine (guerre du Donbass) est signé
- 14 septembre : élections générales en Suède, le parti social-démocrate est en tête
- 15 septembre : rachat de Mojang Studios par Microsoft pour environ 2,5 milliards de dollars (2 milliards d’euros)
- 17 septembre : élections législatives aux Fidji, remportées par le parti Fidji d'abord du Premier ministre
- 18 septembre : référendum sur l'indépendance de l'Écosse, le « non » l'emporte
- 20 septembre : élections législatives en Nouvelle-Zélande, le Parti national obtient la majorité absolue des sièges
- 22 septembre : début des opérations aériennes de la coalition internationale en Syrie
- 26 septembre : sommet d'Ottawa entre le Canada et l'Union européenne - Annonce de l'Accord économique et commercial global (AECG) ou (CETA) acronyme en anglais
- 29 septembre : Ashraf Ghani devient président de la république d'Afghanistan.

### Octobre
- 1er octobre : en France, Gérard Larcher (UMP) est élu président du Sénat par 194 voix contre 124 pour le socialiste Didier Guillaume. Il succède au socialiste Jean-Pierre Bel, qui présidait l'institution depuis 2011.
- 4 octobre : élections législatives en Lettonie
- 5 octobre :
  - élections générales et élection présidentielle (premier tour) au Brésil
  - élections législatives bulgares
- 10 octobre : le prix Nobel de la paix est attribué à l'adolescente pakistanaise Malala Yousafzai et à l'Indien Kailash Satyarthi pour leur combat contre l'exploitation des enfants
- 12 octobre :
  - élections générales boliviennes, Evo Morales est réélu président au premier tour
  - élections générales bosniennes
- 19 octobre : la comète C/2013 A1 passe au plus près de la planète Mars[11].
- 26 octobre :
  - Dilma Rousseff est réélue au second tour de l'élection présidentielle brésilienne
  - élections législatives en Tunisie
  - élections législatives ukrainiennes
  - élections générales en Uruguay
- 28 octobre : mort du président zambien Michael Sata, le vice-président Guy Scott assure l'intérim
- 29 octobre : grève générale initiée par un front syndical[12] (UMT, CDT, FDT) contre le gouvernement d'Abdel-Ilah Bekiran
- 31 octobre : au Burkina Faso, le président Blaise Compaoré démissionne.

### Novembre
- 1er novembre : entrée en vigueur du système de double majorité dans le processus décisionnel du Conseil de l'Union européenne, disposition transitoire jusqu'en 2017.
- 2 et 16 novembre : élection présidentielle en Roumanie, Klaus Iohannis est élu
- 3 novembre : ouverture du nouveau World Trade Center (One World Trade Center) à New York
- 4 novembre : élections législatives et sénatoriales aux États-Unis (mid-terms)
- 12 novembre : contact entre l'atterrisseur Philae de la sonde Rosetta lancée le 2 mars 2004 et la comète Tchourioumov-Guerassimenko.
- 16 novembre : le travailleur humanitaire américain Peter Kassig enlevé en Syrie en octobre 2013 et détenu par des djihadistes de l'État islamique, est tué par décapitation
- 23 novembre : élection présidentielle en Tunisie (premier tour)
- 30 novembre : l'ancien président Tabaré Vázquez est élu au second tour de l'élection présidentielle en Uruguay.

### Décembre
- 10 décembre : élections législatives à Maurice
- 14 décembre : élections législatives au Japon
- 16 décembre : à Peshawar, au Pakistan, l'attaque d'une école par des talibans fait 141 morts dont 132 enfants
- 21 décembre :
  - Klaus Iohannis est investi 6e président de Roumanie
  - Béji Caïd Essebsi est élu au second tour de l'élection présidentielle en Tunisie
- 27 décembre : Andreï Kobiakov est nommé Premier ministre de Biélorussie
- 29 décembre :
  - échec au 3e tour de l'élection présidentielle en Grèce
  - ʻAkilisi Pohiva devient Premier ministre des Tonga. Dirigeant de longue date du mouvement pour la démocratie, il est le premier roturier à être élu Premier ministre par un Parlement lui-même majoritairement élu.
- 31 décembre : Béji Caïd Essebsi est investi président de la République tunisienne, succédant à Moncef Marzouki.

## Distinctions internationales

### Prix Nobel
Les lauréats du prix Nobel en 2014 sont :
- Prix Nobel de chimie : Eric Betzig, Stefan Hell et William Moerner ;
- Prix Nobel de littérature : Patrick Modiano ;
- Prix Nobel de la paix : Kailash Satyarthi et Malala Yousafzai ;
- Prix Nobel de physiologie ou médecine : Edvard Moser, May-Britt Moser et John O'Keefe ;
- Prix Nobel de physique : Isamu Akasaki, Hiroshi Amano et Shuji Nakamura ;
- « Prix Nobel » d'économie : Jean Tirole.

### Autres prix
- Médaille Fields (mathématiques) : Artur Ávila, Manjul Bhargava, Martin Hairer et Maryam Mirzakhani
- Prix Pritzker (architecture) : Shigeru Ban.

## Fondations en 2014
- Juillet 2014 : Gyn&co, blog participatif français d'entraide.

## Décès en 2014

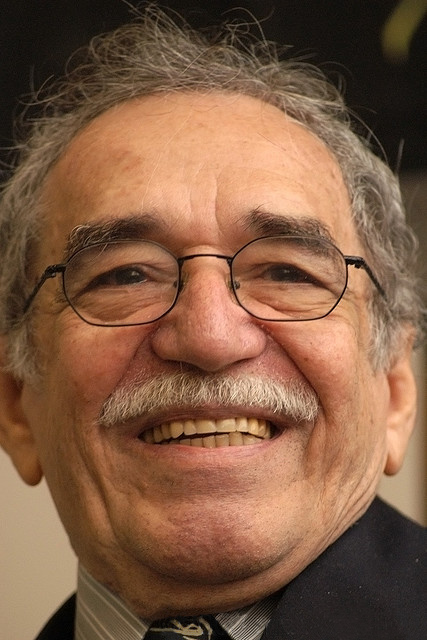
Gabriel García Márquez.

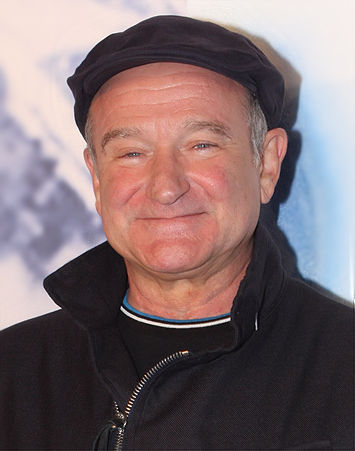
Robin Williams

← - Janvier - Février - Mars - Avril - Mai - Juin - Juillet - Août - Septembre - Octobre - Novembre - Décembre - →
Personnalités majeures décédées en 2014
- 5 janvier : Eusébio (footballeur portugais)
- 11 janvier : Ariel Sharon (homme d'État israélien)
- 20 janvier : Claudio Abbado (chef d'orchestre italien)
- 1 mars : Alain Resnais (cinéaste français)

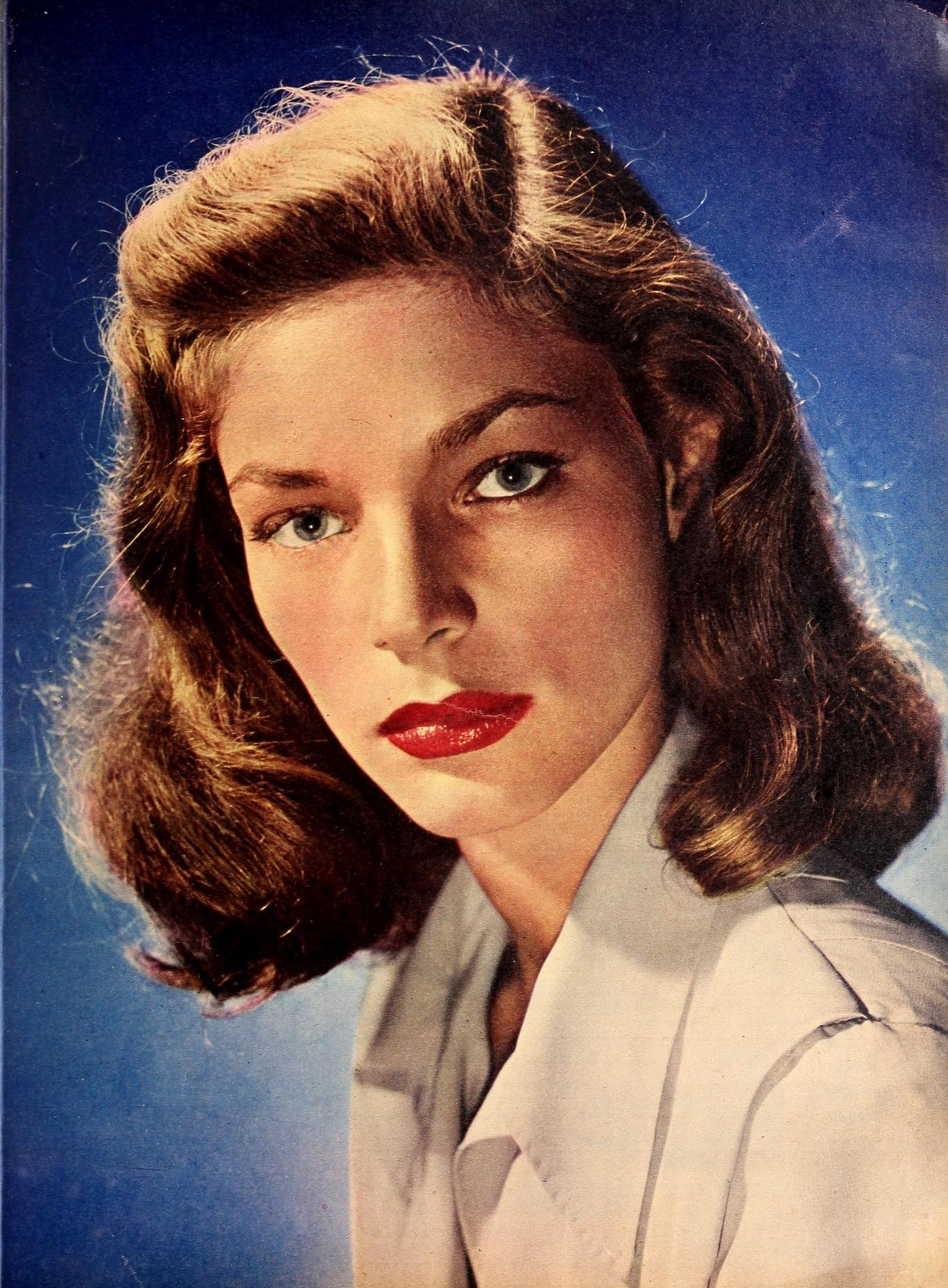
Lauren Bacall

- 17 avril : Gabriel García Márquez (écrivain colombien)
- 19 mai : Jack Brabham (coureur et constructeur automobile australien)
- 25 mai : Wojciech Jaruzelski (homme politique et militaire polonais)
- 7 juillet : Alfredo Di Stéfano (footballeur espagnol d'origine argentine)
- 13 juillet : Lorin Maazel (chef d'orchestre et violoniste américain)
- 11 août : Robin Williams (acteur américain)
- 12 août : Lauren Bacall (actrice américaine)
- 5 novembre : Manitas de Plata (guitariste français gitan)
- 22 décembre :
  - Jacques Chancel (journaliste français)
  - Joe Cocker (chanteur britannique)